# Tafureria

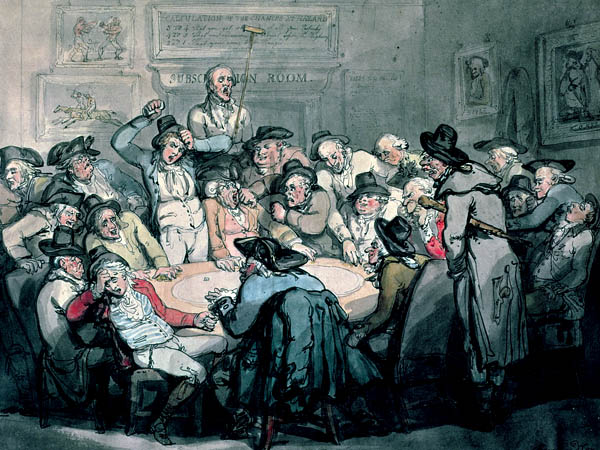

El terme tafureria pot designar un local físic, indicant una sala de joc (de jocs d’atzar). També pot referir-se a una acció o activitat fraudulenta practicada per tafurs (jugadors tramposos i deshonestos).
Hi ha tafureries improvisades aprofitant qualsevol racó que permeti jugar de forma físicament acceptable. Amb condicions de llum, visibilitat i confort.

## Història
Des de ben antic hi ha referències als jocs i les juguesques. I la influència, sovint nefasta en la societat.
Els tafurs i les tafureries podien ser tolerats o vedats. De forma estricta i radical o només en dies i indrets determinats.

## Exemples documentats
- 1227. Tafureries a Navarra.[2]
- 1276. Ordinacions d'Alfons X de Castella sobre les tafureries.[3]
- 1280. Tafureria de València.[4]
- 1302. Tafureria a Santa Coloma de Queralt.[5]
- 1315. Avaluació del rendiment anual de la tafureria de la ciutat d'Elx.[6]
- 1643. Normes religioses sobre la tafureria a Barcelona.[7]